# CIELAB色彩空间

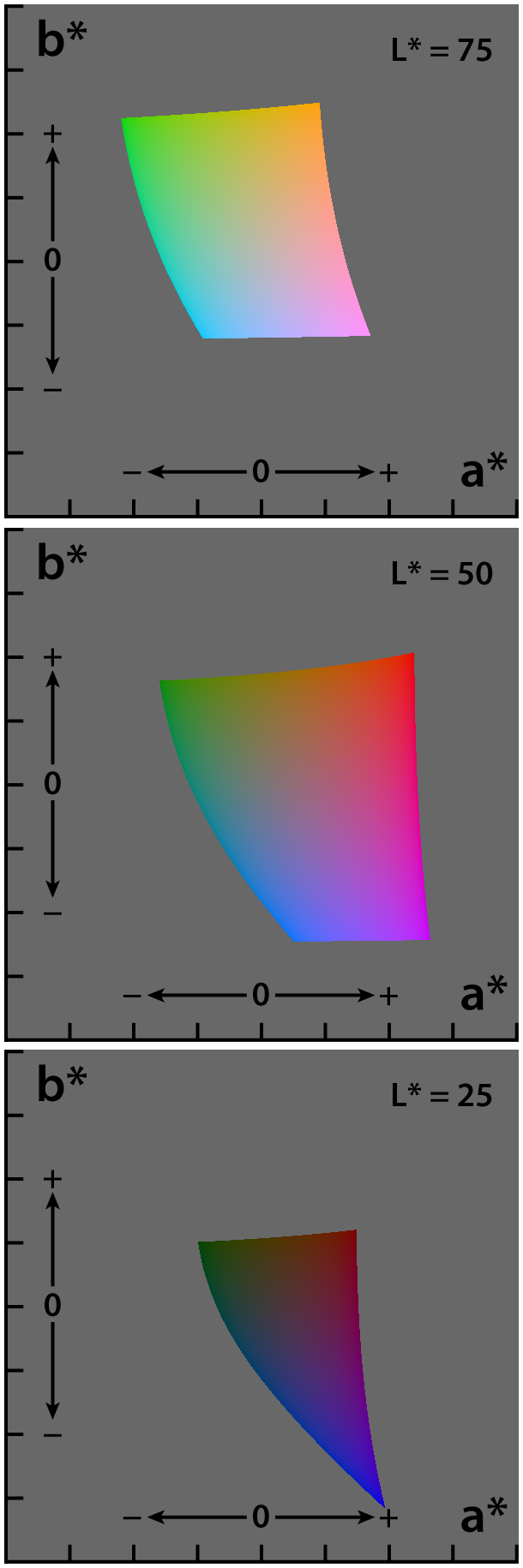
L*a*b* 色彩空间，只展示可充入sRGB色域的颜色（因此可以显示在典型的计算机显示器上）。每个正方形的每个轴取值于 -128到127。

CIELAB色彩空间（英語：CIELAB color space）又寫為L*a*b*，是國際照明委員會（縮寫為CIE）在1976年定義的色彩空間。它將顏色用三個值表達示：「L*」代表感知的亮度、「a*」和「b*」代表人類視覺的四種獨特顏色：紅色、綠色、藍色和黃色。CIELAB旨在作為一個感知上統一的空間，其中給定的數字變化對應於相似的感知顏色變化；雖然並不是真正的感知均勻，但在工業上仍可用於檢測顏色的細微差異。
CIELAB色彩空间與Hunter Lab都源自CIE XYZ色彩空间，為了有效區別，應避免將CIELAB寫為不帶星號的“Lab”。

## 概述
CIE L*a*b*（CIELAB）是惯常用来描述人眼可见的所有颜色的最完备的色彩模型。它是为这个特殊目的而由国际照明委员会（Commission Internationale d'Eclairage的首字母是CIE）提出的。L、a和b后面的星号（*）是全名的一部分，因为它们表示L*, a* 和b*，不同于L, a和b。因为红／绿和黄／蓝对立通道被计算为（假定的）锥状细胞响应的类似孟塞尔值的变换的差异，CIELAB是Adams色彩值（Chromatic Value）空间。
三个基本坐标表示颜色的亮度（L*, L* = 0生成黑色而L* = 100指示白色），它在红色／品红色和绿色之间的位置（a*负值指示绿色而正值指示品红）和它在黄色和蓝色之间的位置（b*负值指示蓝色而正值指示黄色）。
已经建立的L*a*b* 色彩模型来充当用做参照的设备无关的模型。要认识到永远不能精确的在视觉上表示这个模型中颜色的完全色域是至关重要的。它们只是用来帮助理解概念而天生就不精确的。
因为L*a*b* 模型是三维模型，它只能在三维空间中完全表现出来。
“L*a*b*”模型也被表达为“L*C*h(a*, b*)”，它把a* 和b* 变换为辐射表示。

### 测量差别
CIE 1976 L*a*b* 直接基於CIE 1931 XYZ色彩空间衍生出來，它嘗試使用MacAdam橢圓所描述的顏色差異度量建立綫性化的顏色差異感知。L*, a* 和b* 的非綫性關係模仿人類眼睛的非線性響應。色彩信息参照這個系統裏帶有下標n的白點的顏色。
在L*a*b* 模型中均勻改變對應在感知顏色中的均勻改變。所以在L*a*b* 中任何兩個顏色的相對感知差別，可以透過把每個顏色看成（有三個分量：L*, a*, b* 的）三維空間中一個點，並計算在它們之間的欧几里得距离。在L*a*b* 空間中的這個歐幾里得距離是ΔE（經常被稱為“Delta E”，更精確的是ΔE*ab）。
使用L*a*b* 中的兩個顏色{\displaystyle ({L_{1}}^{*},\ {a_{1}}^{*},\ {b_{1}}^{*})}和{\displaystyle ({L_{2}}^{*},\ {a_{2}}^{*},\ {b_{2}}^{*})}:
{\displaystyle \Delta {E^{*}}_{ab}={\sqrt {({L_{2}}^{*}-{L_{1}}^{*})^{2}+({a_{2}}^{*}-{a_{1}}^{*})^{2}+({b_{2}}^{*}-{b_{1}}^{*})^{2}}}\,}
一個有關的色彩空間，CIE 1976 (L*, u*, v*)，遵從和L*a*b* 同樣的原理但有不同的u* 和v* 分量表示（保持相同的L*）。

### RGB和CMYK转换
在RGB或CMYK值与L*a*b* 之间没有转换的简单公式，因为RGB和CMYK色彩空间是设备依赖的。RGB或CMYK值首先必须被变换到特定绝对色彩空间中，比如sRGB或Adobe RGB。这种调整将是设备依赖的，但是变换的结果数据是设备无关的，允许把数据变换成CIE 1931色彩空间并接着变换成L*a*b*。

### XYZ与CIE L*a*b*(CIELAB)的转换

#### 正向变换
{\displaystyle L^{*}=116\,f(Y/Y_{n})-16}
{\displaystyle a^{*}=500\,[f(X/X_{n})-f(Y/Y_{n})]}
{\displaystyle b^{*}=200\,[f(Y/Y_{n})-f(Z/Z_{n})]}
其中，
{\displaystyle {\begin{aligned}f(t)&={\begin{cases}{t^{1/3}}&{\text{,if }}\quad t>(6/29)^{3}\\{\frac {1}{3}}\left({\frac {29}{6}}\right)^{2}t+{\frac {16}{116}}&{\text{,otherwise}}\end{cases}}\\\end{aligned}}}

这里的{\displaystyle X_{n}\,}、{\displaystyle Y_{n}\,}、{\displaystyle Z_{n}\,}是参照白点的CIE XYZ三色刺激值。（下標n暗示了“normalized”）。
{\displaystyle f(t)\,}函数被分成两个定义域是为了防止在{\displaystyle t=0\,}处的无限斜率。在某个{\displaystyle t=t_{0}\,}之下{\displaystyle f(t)\,}被假定是线性的，并被假定匹配函数的{\displaystyle t^{1/3}\,}部分在{\displaystyle t_{0}\,}的值和斜率。换句话说：
| {\displaystyle t_{0}^{1/3}\,}      | {\displaystyle =\,} | {\displaystyle at_{0}+b\,} | （匹配值）   |
| {\displaystyle 1/(3t_{0}^{2/3})\,} | {\displaystyle =\,} | {\displaystyle a\,}        | （匹配斜率） |
{\displaystyle b}的值被选择为16/116。上面两个方程对{\displaystyle a}和{\displaystyle t_{0}}有解：
| {\displaystyle a\,}     | {\displaystyle =\,} | {\displaystyle 1/(3\delta ^{2})\,} | {\displaystyle =7.787037\cdots } |
| {\displaystyle t_{0}\,} | {\displaystyle =\,} | {\displaystyle \delta ^{3}\,}      | {\displaystyle =0.008856\cdots } |
这里的{\displaystyle \delta =6/29\,}。注意{\displaystyle 16/116=2\delta /3\,}。

#### 反向变换
反向变换如下({\displaystyle \delta =6/29\,}如上):
1. 定义{\displaystyle f_{y}\ {\stackrel {\mathrm {def} }{=}}\ (L^{*}+16)/116}
2. 定义{\displaystyle f_{x}\ {\stackrel {\mathrm {def} }{=}}\ f_{y}+a^{*}/500}
3. 定义{\displaystyle f_{z}\ {\stackrel {\mathrm {def} }{=}}\ f_{y}-b^{*}/200}
4. 如果{\displaystyle f_{y}>\delta \,}则{\displaystyle Y=Y_{n}f_{y}^{3}\,}  否则{\displaystyle Y=(f_{y}-16/116)3\delta ^{2}Y_{n}\,}
5. 如果{\displaystyle f_{x}>\delta \,}则{\displaystyle X=X_{n}f_{x}^{3}\,}  否则  {\displaystyle X=(f_{x}-16/116)3\delta ^{2}X_{n}\,}
6. 如果{\displaystyle f_{z}>\delta \,}则{\displaystyle Z=Z_{n}f_{z}^{3}\,}  否则  {\displaystyle Z=(f_{z}-16/116)3\delta ^{2}Z_{n}\,}

## 用途
在软件和文献中存在对这个缩写的明确使用。
- 在Adobe Photoshop中，图象编辑使用的“Lab模式”是CIELAB D50。[4][5]
- 在ICC Profile中，用做配置文件连接空间的“Lab色彩空间”是CIELAB D50。[6]
- 在TIFF文件中，可以使用CIELAB色彩空间。[7]
- 在PDF文档中，“Lab色彩空间”是CIELAB。

## Hunter Lab
由理查·亨特於1948年定義的Hunter Lab色彩空間是另一種名稱有“ Lab”的色彩空間。與CIELAB一樣，它也可以通過CIEXYZ空間中的簡單公式進行計算，但在感知上比CIEXYZ更為一致。亨特將他的色彩坐標命名為L、a和b。CIE將CIELAB的坐標命名為L*a*b*，以便於區別Hunter的坐標。

### 與CIELAB色彩空间的比較
两个空间都得出自“主”空间CIE 1931 XYZ色彩空间，它可以预测哪些光谱功率分布会被感知为相同的颜色，但是它不是显著感知均匀的。两个“Lab”色彩空间都受到了孟塞尔颜色系统的强烈影响，意图都是建立可以用简单公式从XYZ计算出来，但比XYZ在感知上更线性的色彩空间。感知上线性意味着在色彩空间上相同数量的变化应当产生大约相同视觉重要性的变化。在用有限精度值来存储颜色的时候，这可以增进色调的再生。两个Lab空间都相对于它们从而转换的XYZ数据的白点。Lab值不定义绝对色彩，除非还规定了这个白点。实际上白点经常被假定服从某个标准而不明确规定（比如ICC L*a*b* 值是相对于CIE标准光源D50）。
CIELAB使用立方根计算，而Hunter Lab使用平方根计算。。除非数据必须与现存的Hunter L,a,b值相比较，对新应用推荐使用CIELAB。

## 外部連結
- Demonstrative color conversion applet （页面存档备份，存于）
- CIE Color Calculator （页面存档备份，存于）